# Johannes Baur (Baumeister)
Johannes Baur (* 1831 in Berg am Irchel; † 5. Januar 1900 in Zürich) war ein Schweizer Baumeister und Stifter.

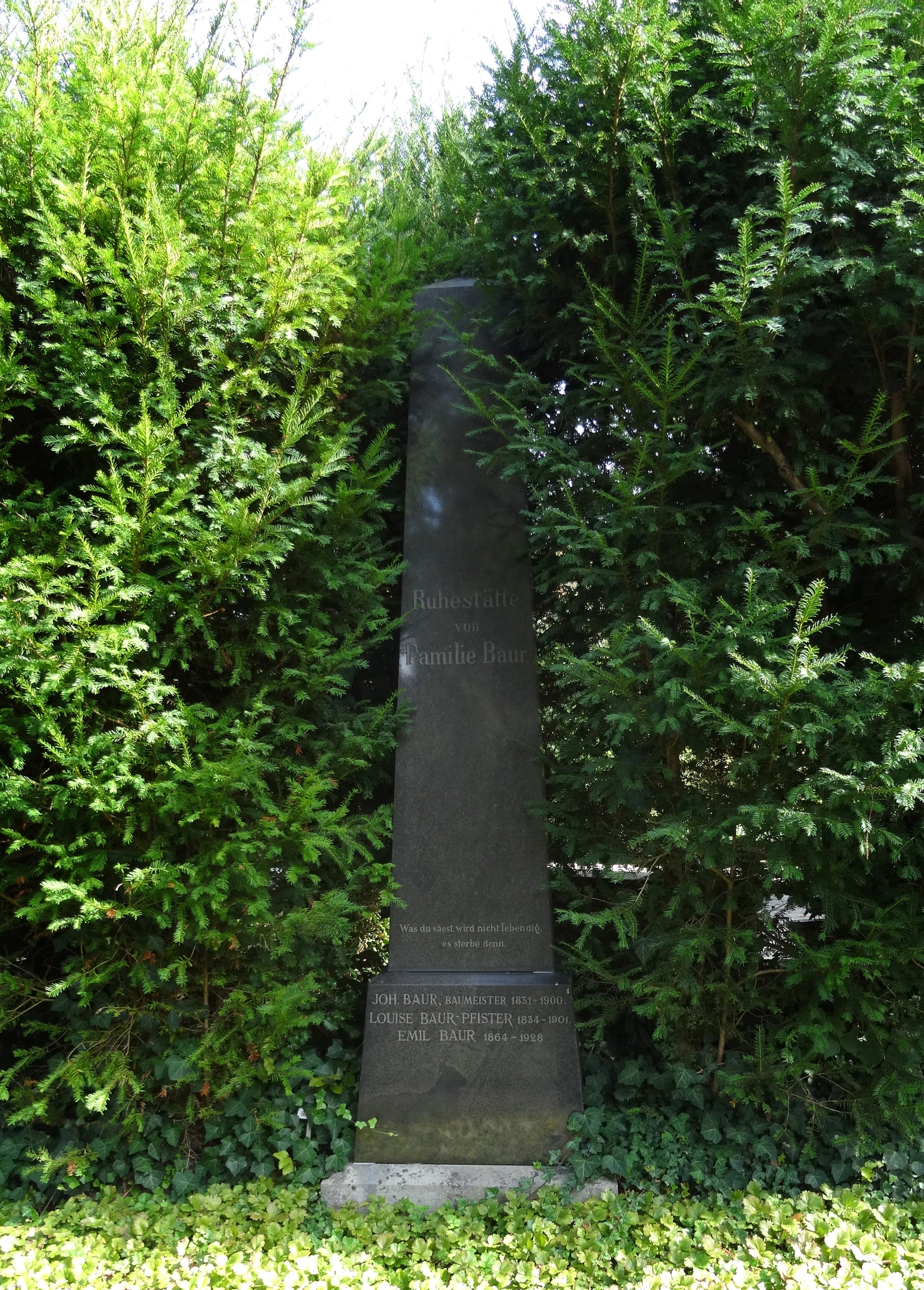
Grab, Friedhof Rehalp, Zürich

## Leben und Werk
Johannes Baur besuchte die Schulen in Hirslanden und erlernte im Stadlerischen Baugeschäft das Maurerhandwerk. 1949 ging er auf die Walz und kehrte 1853 nach Zürich zurück. Zur Weiterbildung besuchte er die Handwerksschule in Basel und eröffnete Mitte der 1850er-Jahre sein eigenes Baugeschäft an der Seefeldstrasse 162 in Riesbach. 
Er erhielt u. a. Aufträge für das Burghölzli, für die Heil- und Pflegeanstalt Königsfelden, für die Eidgenössische polytechnische Schule in Zürich und die Schulhäuser in Wolfbach und am Schanzengraben sowie für das Schloss Buonas. 1889 trat er aus dem Geschäft aus, das bis heute existiert.
Johannes Baur war Mitglied des zürcherischen Kantonsrates, verschiedener vom Regierungsrat eingesetzter Aufsichtskommissionen und der eidgenössischen Schätzungskommission sowie Experte in bautechnischen Fragen.
Johannes Baur war mit Louise, geborene Pfister (1834–1901), verheiratet. Nach dem frühen Tod seiner Tochter machte er eine bedeutende Schenkung an die Gemeinnützige Gesellschaft Neumünster, die daraus das Louisenstift-Lehrlingsheim errichtete. Seine letzte Ruhestätte fand er auf dem Friedhof Rehalp in Zürich.